# Västergrunden (vid Tunnhamn, Kimitoön)
Västergrunden är en ö i Finland. Den ligger i Skärgårdshavet och i kommunen Kimitoön i den ekonomiska regionen  Åboland i landskapet Egentliga Finland, i den sydvästra delen av landet. Ön ligger omkring 57 kilometer söder om Åbo och omkring 160 kilometer väster om Helsingfors.
Öns area är 1,5 hektar och dess största längd är 270 meter i sydväst-nordöstlig riktning. Ön höjer sig omkring 5 meter över havsytan.